# Rue Childebert (Lyon)
Pour les articles homonymes, voir Rue Childebert.
La rue Childebert est une rue du quartier de Bellecour située sur la presqu'île dans le 2e arrondissement de Lyon, en France.

## Situation et accès
La rue commence place des Jacobins, elle traverse la place de la République et se termine sur le quai Jules-Courmont en face du pont Wilson. La rue David-Girin débute dans cette rue tandis que la rue Grôlée s'y termine.
La rue est en zone 30 avec une piste cyclable. La circulation se fait dans le sens inverse de la numérotation. Du quai jusqu'à la place de la République, le stationnement se fait dans le parking souterrain République de Lyon Parc Auto; ensuite il est d'un seul côté de la voie jusqu'aux Jacobins. Un stationnement pour les deux-roues est également disponible au niveau de la rue David Girin.

## Origine du nom
La rue est dédiée au roi Childebert Ier, fondateur avec son épouse Ultrogothe, du premier hôpital de Lyon en 549, sur les recommandations de saint Sacerdos, évêque de Lyon.

## Histoire
La portion de la rue Childebert comprise entre la rue Grolée et le quai Jules-Courmont s'est appelée ruette Saint-Jacques, puis rue de la Boucherie-de-l'Hôpital jusque vers 1820, et rue de l'Attache-des-Bœufs de 1820 à 1841, car il y avait un abattoir et des anneaux de fer scellés dans le mur pour y attacher les animaux.
En 1840, cet abattoir est détruit pour créer le passage de l'Hôtel-Dieu, un passage couvert avec des magasins et contigu à l'Hôtel-Dieu. L'année suivante, la rue de l'Attache-des-bœufs est renommée rue Childebert, par délibération municipale du 5 août 1841,. En 1858, plusieurs constructions sont détruites pour permettre de prolonger la rue jusqu'à la place des Jacobins,.